# Tumularia
Tumularia is een geslacht van schimmels in de onderstam Pezizomycotina. De typesoort is Tumularia tuberculata. De familie is nog niet met zekerheid bepaald (Incertae sedis).

## Soorten
Volgens Index Fungorum telt het geslacht twee soorten (peildatum april 2022):
| Soortnaam             | Auteur(s)                     | Publicatiejaar |
| --------------------- | ----------------------------- | -------------- |
| Tumularia aquatica    | (Ingold) Descals & Marvanová  | 1987           |
| Tumularia tuberculata | (Gönczöl) Descals & Marvanová | 1987           |